# Iujanin
Iujanin (en rus: Южанин) és un poble (un possiólok) del krai de Stàvropol, a Rússia, que en el cens del 2010 tenia 229 habitants. Pertany al districte rural de Kurskaia.